# Cratere Sucre
Sucre  è un cratere sulla superficie di Marte.